# Eerste klasse 1945-46 (voetbal België)
Het seizoen 1945/46 van de Belgische Eerste Klasse ging van start in de zomer van 1945 en eindigde in de lente van 1946. De competitie, die onder de naam Ere Afdeling plaatsvond, telde 19 clubs. Het was de eerste naoorlogse competitie die bestond uit de 16 ploegen die meegedaan hadden aan de laatste volledige competitie, deze van het seizoen 1942/43, aangevuld met 3 gepromoveerde ploegen van de voorgaande jaren. RFC Malinois werd voor de tweede keer in de geschiedenis van de club kampioen.

## Gepromoveerde teams
Deze teams waren gepromoveerd uit de Tweede Klasse 1942/43 en Tweede Klasse 1943-44 (deze klasse werd nog Eerste Afdeling genoemd) voor de start van het seizoen:
- R. Berchem Sport (kampioen in Eerste Afdeling A in het seizoen 1942/43) (K. Lyra mocht als kampioen in Eerste Afdeling B niet starten omdat het in de onvolledige competitie van het seizoen 1943/44 op een degradatieplaats was geëindigd)
- Sint-Niklaassche SK (kampioen in Eerste Afdeling A in het seizoen 1943/44)
- RFC Liégeois (kampioen in Eerste Afdeling B in het seizoen 1943/44)

## Degraderende teams
Deze teams degradeerden naar Tweede Klasse op het eind van het seizoen:
- R. Tilleur FC
- RCS Brugeois

## Titelstrijd
RFC Malinois werd voor de tweede maal in haar bestaan landskampioen met zes punten voorsprong op vicekampioen R. Antwerp FC. Derde werd RSC Anderlecht dat negen punten achterstand telde op de kampioen.

## Degradatiestrijd
RCS Brugeois eindigde afgetekend op de laatste plaats. De tweede degradant werd R. Tilleur FC dat zelf twee punten achterstand had op R. OC de Charleroi dat zich nipt kon redden.

## Eindstand
|   |    |                             | P  | W  | G  | V  | +   | -  | DS  | Ptn |
| - | -- | --------------------------- | -- | -- | -- | -- | --- | -- | --- | --- |
| K | 1  | RFC Malinois                | 36 | 25 | 5  | 6  | 108 | 41 | 67  | 55  |
|   | 2  | R. Antwerp FC               | 36 | 21 | 7  | 8  | 96  | 44 | 52  | 49  |
|   | 3  | RSC Anderlechtois           | 36 | 20 | 6  | 10 | 94  | 69 | 25  | 46  |
|   | 4  | R. Racing Club de Bruxelles | 36 | 17 | 8  | 11 | 71  | 53 | 18  | 42  |
|   | 5  | R. White Star AC            | 36 | 16 | 7  | 13 | 76  | 73 | 3   | 39  |
|   | 6  | RFC Liégeois                | 36 | 14 | 10 | 12 | 81  | 66 | 17  | 38  |
|   | 7  | R. Berchem Sport            | 36 | 15 | 8  | 13 | 87  | 81 | 6   | 38  |
|   | 8  | Union Royale Saint-Gilloise | 36 | 15 | 7  | 14 | 69  | 71 | -2  | 37  |
|   | 9  | SC Eendracht Aalst          | 36 | 12 | 12 | 12 | 65  | 80 | -15 | 36  |
|   | 10 | ARA La Gantoise             | 36 | 16 | 4  | 16 | 67  | 66 | 1   | 36  |
|   | 11 | K. Boom FC                  | 36 | 12 | 10 | 14 | 64  | 71 | -7  | 34  |
|   | 12 | RCS La Forestoise           | 36 | 13 | 6  | 17 | 66  | 70 | -4  | 32  |
|   | 13 | Sint-Niklaassche SK         | 36 | 13 | 6  | 17 | 47  | 67 | -20 | 32  |
|   | 14 | R. Standard Club Liège      | 36 | 14 | 4  | 18 | 77  | 94 | -17 | 32  |
|   | 15 | K. Liersche SK              | 36 | 12 | 7  | 17 | 75  | 97 | -22 | 31  |
|   | 16 | R. Beerschot AC             | 36 | 12 | 7  | 17 | 56  | 80 | -24 | 31  |
|   | 17 | R. OC de Charleroi          | 36 | 11 | 8  | 17 | 52  | 73 | -21 | 30  |
| D | 18 | R. Tilleur FC               | 36 | 10 | 8  | 18 | 35  | 53 | -18 | 28  |
| D | 19 | RCS Brugeois                | 36 | 7  | 4  | 25 | 55  | 92 | -37 | 18  |

P: wedstrijden gespeeld, W: wedstrijden gewonnen, G: gelijke spelen, V: wedstrijden verloren, +: gescoorde doelpunten, -: doelpunten tegen, DS: doelsaldo, Ptn: totaal punten
K: kampioen, D: degradeert

## Topschutter
| Scorer          | Goals | Team             |        |
| --------------- | ----- | ---------------- | ------ |
| Bert De Cleyn   | 40    | RFC Malinois     | België |
| Arsène Vaillant | 38    | R. White Star AC | België |
| Jef Mermans     | 32    | RSC Anderlecht   | België |
| Henri Govard    | 32    | RFC Liégeois     | België |

1895/96 · 1896/97 · 1897/98 · 1898/99 · 1899/00 · 1900/01 · 1901/02 · 1902/03 · 1903/04 · 1904/05 · 1905/06 · 1906/07 · 1907/08 · 1908/09 · 1909/10 · 1910/11 · 1911/12 · 1912/13 · 1913/14 · 1914/15 · 1915/16 · 1916/17 · 1917/18 · 1918/19 · 
1919/20 · 1920/21 · 1921/22 · 1922/23 · 1923/24 · 1924/25 · 1925/26 · 1926/27 · 1927/28 · 1928/29 · 1929/30 · 1930/31 · 1931/32 · 1932/33 · 1933/34 · 1934/35 · 1935/36 · 1936/37 · 1937/38 · 1938/39 · 1939/40 · 1940/41 · 1941/42 · 1942/43 · 1943/44 · 1944/45 · 1945/46 · 1946/47 · 1947/48 · 1948/49 · 1949/50 · 1950/51 · 1951/52 · 1952/53 · 1953/54 · 1954/55 · 1955/56 · 1956/57 · 1957/58 · 1958/59 · 1959/60 · 1960/61 · 1961/62 · 1962/63 · 1963/64 · 1964/65 · 1965/66 · 1966/67 · 1967/68 · 1968/69 · 1969/70 · 1970/71 · 1971/72 · 1972/73 · 1973/74 · 1974/75 · 1975/76 · 1976/77 · 1977/78 · 1978/79 · 1979/80 · 1980/81 · 1981/82 · 1982/83 · 1983/84 · 1984/85 · 1985/86 · 1986/87 · 1987/88 · 1988/89 · 1989/90 · 1990/91 · 1991/92 · 1992/93 · 1993/94 · 1994/95 · 1995/96 · 1996/97 · 1997/98 · 1998/99 · 1999/00 · 2000/01 · 2001/02 · 2002/03 · 2003/04 · 2004/05 · 2005/06 · 2006/07 · 2007/08 · 2008/09 · 2009/10 · 2010/11 · 2011/12 · 2012/13 · 2013/14 · 2014/15 · 2015/16 · 2016/17 · 2017/18 · 2018/19 · 2019/20 · 2020/21· 2021/22 · 2022/23 · 2023/24 · 2024/25